# Jakša
Jakša je priimek v Sloveniji, ki ga je po podatkih Statističnega urada Republike Slovenije na dan 1. januarja 2010 uporabljalo 345 oseb.  

## Znani nosilci priimka
- Anton Jakša (1894—1986), duhovnik salezijanec
- Iztok Jakša (1928—2013), zdravnik pediater
- Jošt Jakša, gozdar, direktor Zavoda za gozdove, strokovnjak za požare, predsednik Gasilske zveze Slovenije
- Jože Jakša (1895—1954), zdravnik dermatovenerolog, prof.
- Jože Jakša (1920-2017) in Malči Jakša-Miša (1922-2022), partizana
- Ladislav Jakša (1909—1993), operni pevec
- Lado Jakša (*1947), eksperimentalni in jazz-glasbenik, skladatelj, saksofonist in multiinstrumentalist; fotograf
- Soša Jakša (1898—1985), nutricionistka
- Stane Jakša, športni delavec - šport invalidov
- Zala Jakša, statističarka